# John Fogerty
John Cameron Fogerty (Berkeley, 28 maggio 1945) è un cantautore e polistrumentista statunitense, ex frontman del gruppo rock Creedence Clearwater Revival.
La rivista Rolling Stone lo ha posizionato al 72º posto nella lista dei 100 migliori cantanti di tutti i tempi e al 40° nella classifica dei migliori chitarristi.
Il suo patrimonio si aggira attorno ai 70 milioni di dollari, rendendolo il 42° cantante più ricco di sempre.

## Biografia
Il nome della famiglia di Fogerty è di origine irlandese, una forma anglosassone del nome Fógartach, da fógartha, che significa "scacciare, mettere al bando".

### Creedence Clearwater Revival
Nel 1959, assieme a Doug Clifford e Stu Cook, John Fogerty aveva formato il trio strumentale dei The Blue Velvets. L'anno successivo si unisce anche suo fratello, Tom, cantante e chitarrista ritmico. Nel 1964 il gruppo cambia nome in The Golliwogs, ma il gruppo rimane nell'anonimato, non riuscendo a sfondare con i singoli prodotti.
Nel 1966 il governo chiamò alle armi Fogerty, che entrò a far parte delle United States Army Reserve (truppe di riserva) dove rimase fino al 1967, prestando servizio militare a Fort Bragg, Fort Knox e Fort Lee.
Dal 1968, la band cambiò il nome in Creedence Clearwater Revival, pubblicarono il loro primo album, omonimo, e il primo singolo, Susie Q. Seguirà un altro singolo (I Put a Spell on You) e un nuovo album, prodotto nello stesso anno, Bayou Country. In breve il gruppo si afferma sulle scene, e al ritmo di due album all'anno, i Creedence iniziano a farsi conoscere fuori dal loro territorio.
Nell'agosto del 1969 i Creedence si esibirono al festival di Woodstock. Furono il primo gruppo ad essere contattato, ma Fogerty non fu contento dell'esibizione, a causa di alcuni problemi tecnici con l'audio. John non volle così accordare il permesso affinché anche solo una parte della loro esibizione fosse inclusa nel film Woodstock, documentario del leggendario festival del rock.
Nel 1971, a seguito di un litigio con John, Tom abbandonò i Creedence Clearwater Revival. John chiese quindi a Stu e Doug di scrivere un terzo delle canzoni ciascuno per il successivo album, Mardi Gras. Essi protestarono, affermando che i fan non avrebbero capito e che non volevano cantare loro canzoni. John replicò dicendo che non avrebbe prestato la sua voce per le loro canzoni e minacciò di uscire dal gruppo immediatamente, se non avessero fatto la loro parte. Mardi Gras, pubblicato nel 1972, risultò essere l'ultimo album dei Creedence e, a detta di molti, fra cui lo stesso Fogerty, il loro peggior disco. Nel loro ultimo concerto, tenutosi a Denver, il gruppo ricevette fischi e lancio di oggetti. Subito dopo Fogerty cancellò il suo contratto e lasciò ufficialmente la band.
Tuttavia la sua influenza non fu dimenticata dopo l'abbandono. Le sue esecuzioni con la chitarra nei CCR porteranno successivamente la rivista Rolling Stone a nominarlo il quarantesimo dei più grandi chitarristi di tutti i tempi.

### La carriera solista
Nel 1973 John iniziò la sua carriera da solista, originariamente sotto il nome Blue Ridge Rangers, con il quale incise un album omonimo. All'interno di The Blue Ridge Rangers, il musicista interpretò successi di altri cantanti, come Jambalaya (che entrò nella Top 40) e alcune canzoni gospel come Have Thine Own Way, Lord e Working On A Building, oltre ad occuparsi della registrazione di tutti gli strumenti. Le vendite furono poche e i problemi legali procurarono un'ulteriore crisi, nonostante la produzione di due singoli di minore successo, Rockin' All Over the World (più tardi reinterpretato con maggior successo dagli Status Quo) e Almost Saturday Night (più tardi ebbe minor successo in Inghilterra per Dave Edmunds). I The Georgia Satellites combineranno successivamente le due canzoni in Almost Saturday Night/Rockin' All Over the World.
Nel 1985, con la pubblicazione dell'album Centerfield per la Warner Bros. Records, la carriera da solista di Fogerty si manifestò in pieno vigore. L'album raggiunse la cima delle classifiche, il singolo The Old Man Down the Road arrivò in Top Ten e la titletrack divenne una traccia suonata frequentemente dalle stazioni radio e, ancora oggi, durante le partite di baseball. Neanche questo album, però, fu esente da difficoltà legali: due canzoni, Zanz Kant Danz e Mr Greed, furono ritenute attacchi al presidente capo della Fantasy Records, Saul Zaents. La prima raccontava di un maiale che non poteva cantare ma voleva "rubare il tuo denaro". Quando Zaentz rispose con un processo, Fogerty pubblicò una versione corretta della canzone, cambiando il nome del protagonista con quello di Vanz. Un altro processo sostenne che The Old Man Down The Road condivideva lo stesso ritornello di Run Through The Jungle, una canzone di Fogerty durante il periodo dei Creedence. Fogerty in ultimo vinse la causa, dimostrando che le due canzoni erano componimenti del tutto separati e distinti: portando la sua chitarra alla dimostrazione della sua difesa, suonò degli stralci delle due canzoni, dimostrando che molti cantautori, fra cui lui, hanno stili particolari che possono rendere simili alle orecchie meno attente due composizioni diverse. Fogerty più tardi citò Zaentz per ottenere il risarcimento delle spese legali per il precedente processo di violazione del copyright.
Nel 1986 John pubblicò il suo nuovo album, Eye of the Zombie, che non ottenne però successo come il precedente. Nel 1993, i Creedence Clearwater Revival furono introdotti nella Rock and Roll Hall of Fame, ma Fogerty rifiutò di esibirsi con il resto del gruppo, a seguito di alcuni screzi dovuti alla precedente disputa con la Fantasy Records.
John si ritirò dalle scene fino al 1997, quando tornò con l'album Blue Moon Swamp, con il quale vinse il Grammy for Best Rock. Seguì nel 1998 un lungo e fortunato tour negli Stati Uniti d'America e in Europa, dal quale ricavò Premonition, album live candidato nello stesso anno per il Grammy for Best Rock Album. Il live non vinse però il premio, il quale andò a Sheryl Crow per l'album The Globe Session.
Nel 2004 John Fogerty torna con un nuovo album, Deja vu (All Over Again), per la DreamWorks Records. A proposito dell'album, Rolling Stone scrisse: "La title track è un'accusa di Fogerty contro la guerra in Iraq, paragonata ad un altro Vietnam, un inutile spreco della vivacità e della potenza dell'America." Nell'album, Fogerty concentrò dieci canzoni in soli 34 minuti.
Nell'ottobre dello stesso anno, John si esibì nel Vote for Change Tour, partecipando ad una serie di concerti in America. Questi concerti furono organizzati dalla MoveOn.org con lo scopo di mobilitare le persone a votare John Kerry contro George W. Bush nella campagna presidenziale di quell'anno. Le canzoni di Fogerty furono suonate insieme a Bruce Springsteen e la E Street Band.

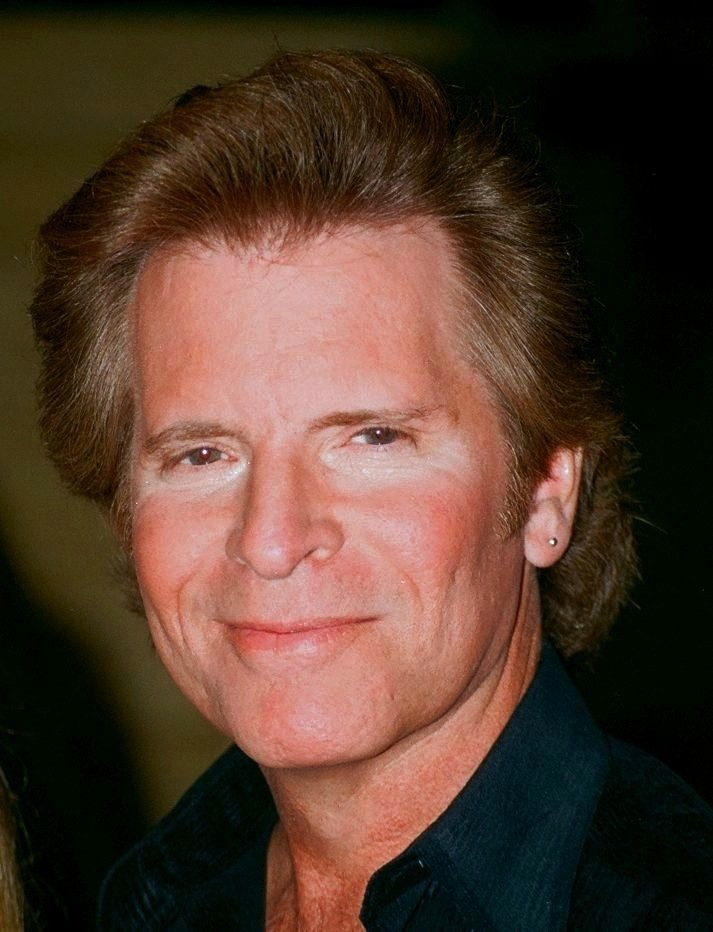
John Fogerty nel 2000.

La vendita della Fantasy Records alla Concord Records nel 2004 mise inoltre fine all'allontanamento, durato più di trent'anni, tra Fogerty e la sua precedente etichetta musicale. Quando la nuova etichetta si mosse per ristabilire i diritti sulle royalty, John rinunciò, in modo da essere svincolato dal suo precedente contratto della metà degli anni settanta con la Fantasy Records.
A fine anno, il cantautore presentò Santa's Rockin'!, un home video a tema natalizio realizzato dagli australiani The Wiggles. Fogerty realizzò con loro due canzoni: Great Big Man in Red e Rockin' Santa.
Il 9 giugno 2005 Fogerty fu inserito nei Songwrites' Hall of Fame, accanto a Bill Withers, Steve Cropper, Robert B. Sherman, Richard M. Sherman, Isaac Hayes e David Porter.
Nel settembre dello stesso anno, Fogerty ritornò alla Fantasy Records. Questo fu possibile poiché la DreamWorks Records venne assorbita dalla Geffen Records. Il primo album realizzato dopo il nuovo contratto fu The Long Road Home, una raccolta nella quale inserì i suoi successi con i Creedence e alcuni brani da solista. L'album fu pubblicato il 1º novembre 2005.
Nel settembre 2005 Fogerty venne presentato da Bill Clinton, ex presidente statunitense, al concerto di beneficenza per i sopravvissuti all'uragano Katrina al Madison Square Garden di New York. La sua esibizione incluse interpretazioni di Born on the Bayou e Proud Mary, storici singoli dei Creedence Clearwater Revival.
Nell'estate 2006 John si esibì in un tour negli Stati Uniti d'America con Willie Nelson. Il 13 giugno 2006 fu realizzato il DVD The Long Road Home - In Concert, contenente le versioni live dei suoi più grandi successi e di brani dei Creedence. Il live fu anche prodotto su un doppio CD con lo stesso nome, pubblicato il 31 ottobre 2006. Il 29 giugno tornò per un concerto, per la prima volta dal 1972, nel Regno Unito, esibendosi all'Hammersmith Apollo di Londra. Durante la tournée europea si esibì anche a Sundsvall, in Svezia, dove venticinquemila persone accorsero in piazza per vedere la sua performance. Il 13 settembre 2006 Fogerty fece il suo primo concerto a Città del Messico, all'Auditorium Nacional, dove collezionò un tutto esaurito con diecimila fan.
Durante il Giorno del Ringraziamento del 2006, Fogerty si esibì durante l'intervallo della partita Miami Dolphins - Detroit Lions, così come durante l'intervallo Denver Broncos - Kansas City Chiefs.
Il 2 ottobre 2007 Fogerty ha pubblicato un nuovo album, intitolato Revival, seguito da un tour promozionale l'anno successivo la cui data culminante è stata il 24 giugno alla Royal Albert Hall di Londra, da cui è stato realizzato anche un DVD e dove non si esibiva dal 1971.
Il 31 agosto 2009 è uscito l'ultimo album dell'ex leader dei Creedence Clearwater Revival, intitolato The Blue Ridge Rangers Rides Again contenente un duetto con Bruce Springsteen, con cui reinterpreta il classico degli Everly Brothers When Will I Be Loved? e una collaborazione con Don Henley e Timothy B. Schmit degli Eagles, con cui canta una cover di Garden Party, brano del 1972 scritto da Rick Nelson.
Nel gennaio 2012 la sua canzone Swamp Water debutta nei titoli di testa della nuova serie della Fox TV The Finder. Fogerty ha scritto questa canzone proprio per il telefilm ed appare come guest star nel primo episodio.

## Discografia

### Album
- The Blue Ridge Rangers (1973)
- John Fogerty (1975)
- Centerfield (1985)
- Eye of the Zombie (1986)
- Blue Moon Swamp (1997)
- Premonition (live) (1998)
- Deja Vu All Over Again (2004)
- The Long Road Home (raccolta) (2005)
- The Long Road Home - In Concert (live) (2006)
- Revival (2007)
- The Blue Ridge Rangers Rides Again (2009)
- Wrote a Song for Everyone (2013)
- Fogerty's Factory (2020)

### DVD
- 1998 - Premonition (live)
- 2006 - The Long Road Home - In Concert (live)
- 2009 - Comin' Down The Road: The Concert At Royal Albert Hall (live)